# 佐藤百太郎

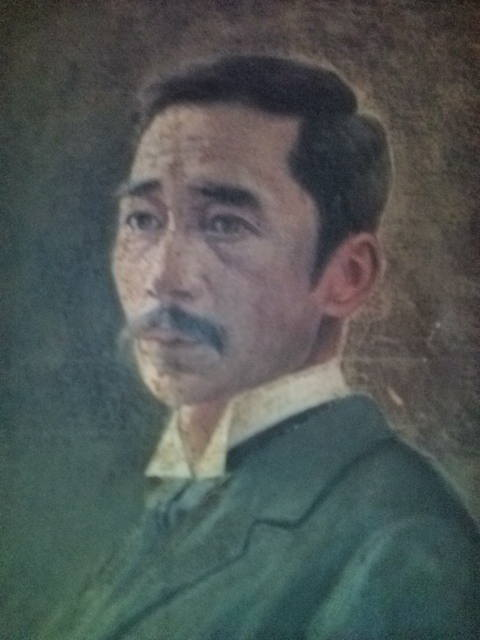
佐藤百太郎

佐藤 百太郎（さとう ももたろう、1853年（嘉永6年） - 1910年（明治43年）12月24日）は、日本の実業家（貿易商）。日本における百貨店の創始者であり、日本領事をも務めた。明治4年（1871年）岩倉使節団一行の通訳としても活躍した。藍綬褒章受章。義兄に日米貿易の先駆者である8代目・大野伝兵衛（大野秀頴 1829年 - 1876年 7月29日）。

## 経歴
1853年（嘉永6年）、下総国佐倉（現在の千葉県佐倉市の本町）に順天堂2代目佐藤尚中の長男として生まれる。成徳館（現在の千葉県立佐倉高等学校の前身）を経て、元治元年には横浜のヘボン塾（現在の明治学院高校の前身）で米国長老派教会系医療伝道の宣教師、ヘボン夫人から英語を学ぶ。1867年（慶応3年）、私費でサンフランシスコへ赴く。1871年（明治4年）に一度帰国するが、すぐに明治政府からの官費により、ボストン技術学校（現在のマサチューセッツ工科大学）で経済学などを学ぶ。ニューヨークに「日本米国両商組合会社」を設立して雑貨等の販売に従事。1875年には繁田武平と組んで狭山茶をニューヨークに輸出、その翌年には佐倉茶を輸出。

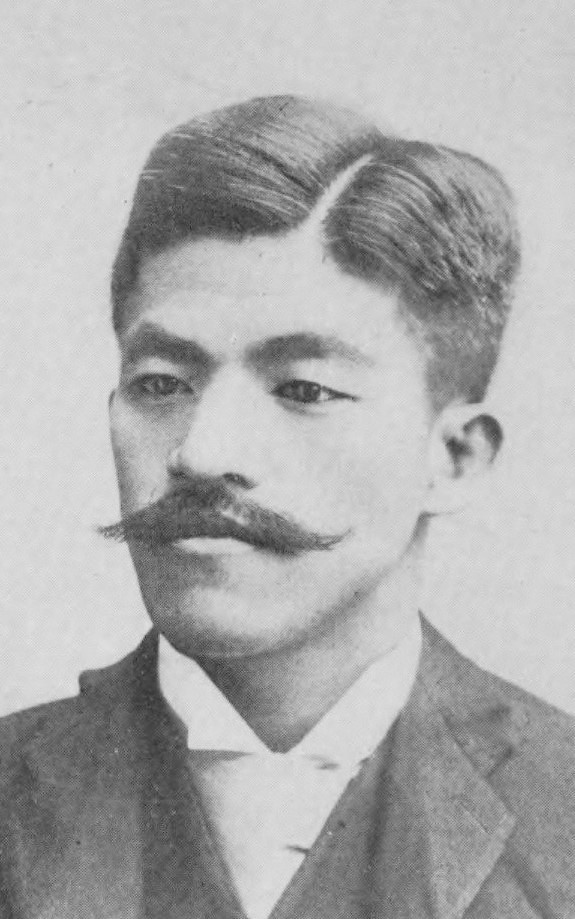
森村豊。共同で日の出商会を立ち上げる

1875年（明治8年）に一時帰国して、自店で米国商法を学ぶ商業実習生を募集し、森村豊（森村組）、新井領一郎、伊達忠七（三井物産）、鈴木東一郎（丸善）、増田林三郎（狭山茶）を連れ米国に戻る。1876年（明治9年）、ニューヨークで森村豊と共に「日の出商会」を設立して雑貨商を営み、森村豊の兄森村市左衛門が日本から骨董品や陶器・提灯などを仕入れて送った（1877年に佐藤が雑貨の卸売りに失敗して多額の借金を負ったことから、森村は日の出商会を辞めて1878年に独立）。また新井領一郎とは「佐藤新井組」を共同経営して生糸貿易に着手。
帰国後は大蔵省出仕。1910年、57歳で没。京都伏見の桃山善光寺に葬られる。

## 親族
対等な日米貿易については、百太郎の親類（義兄）である大野秀頴（8代目・大野伝兵衛）による東金町（現在の千葉県東金市）東金茶の輸出が走りである。茶園の名を東嘉園と言い、有栖川宮熾仁親王が命名した。1874年頃まで東嘉園（東金茶園）の営業成績は良好な状態をつづけていた。横浜貿易における茶の輸出状況が良好であったからである。秀頴は商売についてはかなり進取的なところがあり、アメリカとの直接取引を企図したのである。横浜に支店を持っていたウォルシーギー商会と契約を結びアメリカへの直輸出を実現するにいたった。秀頴が米国への直輸出をはじめたのは何時であるかはっきりしたことは分からぬが、狭山茶よりは早かったと思われる。
然し、秀頴は、病の床に伏し、享年47歳という若さで亡くなった。
これは東嘉園（東金茶園）に取っては最大の痛手となり、将来の目途が立たず、加えて客観情勢も悪化の傾向を示して来ていた。すなわち、茶の輸出量も減り、茶の価格も低落を示していた。要因としては、日本の製茶業者の中に悪質なものがいて、粗悪な品を輸出したため、アメリカ側が不信を示し、輸入を制限しはじめたことがその主たるものであった。
一説によると、静岡のある業者が柳の葉を混入して送ったのが発覚してそれが直接のきっかけとなったということである。
日本政府はそれまでは業者にまかせ切りで放任していたので、悪結果を招いてしまったのである。そこで、明治12年（1879年）横浜で第一回の製茶共進会を開いて対策を講じてみたが、なかなか好転の見込みは立たなかった。
その後、大野家では、養嗣子佐藤哲次郎が後をついだ。彼は万延元年（1860年）10月15日の出生で、秀頴の没した明治9年には17歳の少年であった。とても後途を策するほどの力はなかったであろう。親戚の重立った者や使用人中の幹部たちが後始末に努力したのであろうが、製茶業は縮小してゆくよりほかはなかった。東嘉園東金茶は明治20年（1887年）ごろまでは操業をつづけていたが、間もなく廃業してしまったごとくである。

## 著書

### 編著
- 『商家日用新語』（英蘭堂、明治5年)

## 関連文献
- 『紐育日本人史』
- 『明治日米貿易事始』豊明選書・阪田安雄 著・東京出版 ISBN 4490202946
- 『蘭医佐藤泰然』村上一郎　昭和16年
- 『絹と武士』ハル・松方・ライシャワー著・広中和歌子訳・文藝春秋・昭和62年
- 『明治に生きた佐倉藩ゆかりの人々』内田儀久・聚海書林・平成9年
- 『TOTO炎と情熱の軌跡』東陶機器株式会社・平成10年
- 『美の原点 女子美術学校創立・再建の謎』青木純子・平成11年